# Псалом 92
Псалом 92 (у масоретській нумерації — 93) — дев'яносто другий псалом Книги псалмів. Також дев'яносто другий псалом у системі нумерації грецької версії Біблії Септуаґінти та латинської Вульгати. Латинською мовою він відомий інципітом «Dominus regnavit, decorem indutus est». Це перший із серії псалмів (Псалми 93–99), які прославляють Бога як Короля; їх також називають царськими псалмами.
Псалом є регулярною частиною єврейської, католицької, англіканської та протестантської літургій. Протягом століть його часто клали на музику. Латинською мовою, наприклад, Гільдеґарда Бігенська, Жоскен Депре, Жан-Жозеф де Мондонвіль та Жюлем Ван Нуффель. Генріх Шютц та Фердинанд Гіллер поклали псалом на музику німецькою мовою. Ґеорґ Гендель використав вірші з псалому для гімну «Chandos Anthem No. 4» для використання в англіканській церкві. 

## Передумови та теми
Дві основні теми псалому 92 — це Боже царство та зв'язок із п'ятницею, шостим днем тижня (рахуючи з неділі). Зоар зазначає, що на івриті цей псалом містить 45 слів, що є гематрією (числовим значенням) слова adam (євр.: אדם, «чоловік»). Адам був створений шостого дня при створенні світу і прославляв Бога як творця. Псалом 92 також був призначений як пісня дня п'ятниці й співався левітами в Єрусалимському храмі. (У юдаїзмі ця традиція продовжується до сьогодні й псалом включений до регулярних ранішніх молитов). Псалом 92 також натякає на майбутню еру Месії, коли весь світ визнаватиме Бога як царя.
Сперджен зазначає, що Септуагінта пов'язує псалом 92 із шостим днем тижня, називаючи його «За день до суботи, коли була створена земля: Псалом подяки Давидові (або за) Давида». Таке формулювання було аналогічно прийняте і у Вульгаті.
Сперджен також додає, що тема суверенітету Бога зрозуміла з першого рядка псалому. Генрі описує, як псалом утверджує Боже царство, порівнюючи його із земними царями. 

## Текст
| Вірш | Гебрейська мова                                         | Давньогрецька мова (Септуаґінта) | Латинська мова (Вульгата) | Українська мова (Переклад Хоменка)                                                                                   |
| ---- | ------------------------------------------------------- | --- | --- | --- |
| 1    | יְהֹוָ֣ה מָלָךְ֘ גֵּא֪וּת לָ֫בֵ֥שׁ לָבֵ֣שׁ יְ֖הֹוָה עֹ֥ז הִתְאַזָּ֑ר אַף־תִּכּ֥וֹן תֵּ֜בֵ֗ל בַּל־תִּמּֽוֹט | Εἰς τὴν ἡμέραν τοῦ προσαββάτου, ὅτε κατῴκισται ἡ γῆ· αἶνος ᾠδῆς τῷ Δαυιδ. ῾Ο κύριος ἐβασίλευσεν, εὐπρέπειαν ἐνεδύσατο, ἐνεδύσατο κύριος δύναμιν καὶ περιεζώσατο· καὶ γὰρ ἐστερέωσεν τὴν οἰκουμένην, ἥτις οὐ σαλευθήσεται. | Laus cantici ipsi David, in die ante sabbatum, quando fundata est terra. [Dominus regnavit, decorem indutus est: indutus est Dominus fortitudinem, et præcinxit se. Etenim firmavit orbem terræ, qui non commovebitur. | Господь царює, він одягнувсь у велич; вдягнувсь Господь, потугою підперезався. І світ стоїть твердо, не похитнеться. |
| 2    | נָכ֣וֹן כִּסְאֲךָ֣ מֵאָ֑ז מֵ֖עוֹלָ֣ם אָֽתָּה                                 | ἕτοιμος ὁ θρόνος σου ἀπὸ τότε, ἀπὸ τοῦ αἰῶνος σὺ εἶ. | Parata sedes tua ex tunc; a sæculo tu es. | Твердо стоїть престол твій з давніх-давен, ти єси споконвіку.                                                        |
| 3    | נָֽשְׂא֚וּ נְהָר֨וֹת \| יְהֹוָ֗ה נָֽשְׂא֣וּ נְהָר֣וֹת קוֹלָ֑ם יִשְׂא֖וּ נְהָר֣וֹת דָּכְיָֽם      | ἐπῆραν οἱ ποταμοί, κύριε, ἐπῆραν οἱ ποταμοὶ φωνὰς αὐτῶν· | Elevaverunt flumina, Domine, elevaverunt flumina vocem suam; elevaverunt flumina fluctus suos, | Здіймають ріки, Господи, здіймають ріки шум свій, здіймають ріки свій гуркіт.                                        |
| 4    | מִקֹּל֨וֹת \| מַ֚יִם רַבִּ֗ים אַדִּירִ֣ים מִשְׁבְּרֵי־יָ֑ם אַדִּ֖יר בַּמָּר֣וֹם יְהֹוָֽה       | ἀπὸ φωνῶν ὑδάτων πολλῶν θαυμαστοὶ οἱ μετεωρισμοὶ τῆς θαλάσσης, θαυμαστὸς ἐν ὑψηλοῖς ὁ κύριος. | a vocibus aquarum multarum. Mirabiles elationes maris; mirabilis in altis Dominus. | Понад шум вод великих, понад могутні хвилі моря, Господь могутній во вишніх.                                         |
| 5    | עֵֽדֹתֶ֨יךָ \| נֶֽאֶמְנ֬וּ מְאֹ֗ד לְבֵֽיתְךָ֥ נָֽאֲוָה־קֹ֑דֶשׁ יְ֜הֹוָ֗ה לְאֹ֣רֶךְ יָמִֽים        | τὰ μαρτύριά σου ἐπιστώθησαν σφόδρα· τῷ οἴκῳ σου πρέπει ἁγίασμα, κύριε, εἰς μακρότητα ἡμερῶν. | Testimonia tua credibilia facta sunt nimis; domum tuam decet sanctitudo, Domine, in longitudinem dierum.] | Твої свідоцтва вельми вірні; домові твоєму личить святість.                                                          |

## Використання

### Юдаїзм
Псалом 92 — це пісня дня у п'ятницю, яку читають на ранковому богослужінні цього дня. Деякі громади також називають цей псалом мамамад (особлива щоденна молитва) п'ятниці. Крім того, псалом 92 є восьмим і останнім псаломом, який читають під час служби Кабалат-Шабат у п'ятницю ввечері, тому що він підсумовує попереді сім псалмів. У повному обсязі його також читають під час Песукеї дезімра на Шабаті, Йом Тові та Хошані Рабба.
Вірш 1 (єврейською мовою) процитований у Мішнах Тамід 7: 4. Вірш 1 також є одним з десяти віршів у розділі Рош га-Шана (Суверенітет), який читається у Мусафі Аміда на Рош га-Шана.
Вірш 4 (на івриті) читається у Переку Ширах.
Псалом 92 читають як молитву за успіх у судовій справі.

## Використання у музиці

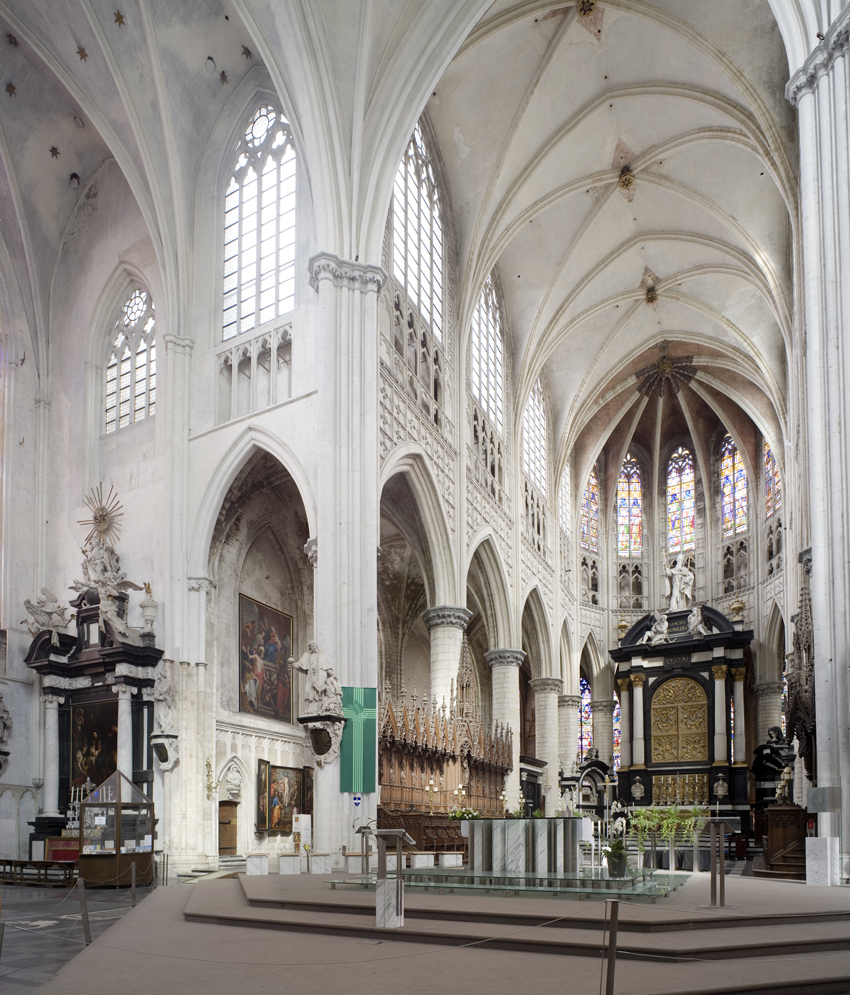
Інтер'єр собору св. Румбольда в Мехелені, Бельгія, де працював Ван Нуффель

### Католицька традиція
«Dominus regnavit» — дев'яносто другий псалом у Вульгаті; він був покладений на музику Гільдеґардою Бінгенською. Жоскен Депрез написав мотет для хору а капела, з додатковою доксологією.
У 1734 році Жан-Жозеф де Мондонвіль написав «Grand Motet» у кількох частинах, «Dominus regnavit decorum». Жюль Ван Нуффель, засновник і диригент хору в соборі св. Румбольда в Мехелені, Бельгія, поклав на музику псалом латиною — «Dominus regnavit» для хору і органу з чотирьох до шести частин, Op. 49, 1935 рік.

### Протестантська традиція
Лютеранський бароковий композитор Генріх Шютц поклав на музику псалом 92 німецькою мовою «Der Herr ist König herrlich schön» (Господь — Цар, небесно прекрасний) для хору, твір входить до його збірки композицій «Becker Psalter», SWV 191. Ґеорґ Гендель використав вірші з псалму для свого «Chandos Anthem No. 4» у 1717 або 1718 році, призначеного для використання в англіканській церкві.
Фердинанд Гіллер написав твір німецькою мовою для чоловічого хору та оркестру, опублікований в Лейпцигу, в 1864 році.   

### Єврейська традиція
Шломо Карлебах написав мелодію для двох останніх віршів єврейською мовою, які призначені для співу під час Кабалат-Шабату.